# Eruv

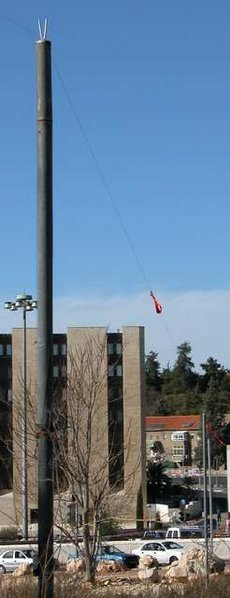
Un eruv al voltant d'una comunitat a Jerusalem.

Un eruv (en hebreu: עירוב) (en plural: eruvim) és una demarcació construïda per les comunitats jueves amb el propòsit de poder carregar objectes d'un indret a un altre durant el Sàbat, i altres festivitats jueves, sense transgredir la Halacà o Llei Jueva.
L'eruv permet que els jueus observants puguin carregar i transportar entre altres coses: claus, medicines, bastons, crosses, i fins i tot nadons, tant en braços com en un cotxet. L'existència o no d'un eruv a una comunitat jueva, defineix de manera dramàtica la vida de les persones amb mobilitat reduïda, dels nadons, o dels responsables de cuidar nens petits. Un eruv pot aplegar un grup d'edificacions, o fins i tot sota certes condicions, tot un barri, o com a Israel, una ciutat sencera.

## Composició del Eruv
Un eruv es format per dos elements primordials:
- Una tanca física que fa que l'àrea demarcada sigui equivalent a un "domini privat", i que estigui delimitada amb "portes" fetes amb filferros que s'ajusten al cablejat de servei públic de la zona;
- Un "apat comú". que simbòlicament uneix a totes les llars jueves de l'àrea en una sola llar.[2]Aquests menjars comunitaris fan referència a alguna festivitat jueva, com el Sàbat, Péssah, o Xavuot.

## Eruvim al món
Des de l'any 2004, el barri de La Florida de la ciutat de Caracas, disposa d'un eruv per la comunitat jueva. Des de l'any 2008, la ciutat de Viena té el seu eruv, el qual serveix a una comunitat de 7.000 persones.